# 希尔顿·克拉克
希尔顿·克拉克（英語：Hilton Clarke，1944年9月3日—），澳大利亚男子自行车运动员。他曾代表澳大利亚参加1966年大英帝国和英联邦运动会自行车比赛，获得男子10英里捕捉赛银牌。